# Eila Kivikk’aho
Eila Sylvia Kivikk’aho, właśc. Eila Sylvia Sammalkorpi, de domo Lamberg (ur. 2 lutego 1921 w Sortawali, zm. 21 czerwca 2004 w Helsinkach) – fińska poetka i tłumaczka.

## Życiorys
Urodziła się 2 lutego 1921 w Sortawali w Karelii. Była córką szewca. Zdobyła średnie wykształcenie. Przez jakiś czas pracowała jako urzędniczka.
Jej pierwsze zbiory wierszy: Pieśń wachlarza (fiń. Viuhkalaulu, 1942), Niebieska skała (fiń. Sinikallio, 1945) zachowały jeszcze styl konwencjonalny. Jednak na przestrzeni lat 50. jej twórczość uległa tak poważnym przeobrażeniom, że następne zbiory: Pożegnanie z łąką (fiń. Niityltä pois, 1951), Pieśń na łodzi (fiń. Venelaulu, 1952) oraz Gromada (fiń. Parvi, 1961) postawiły ją w rzędzie wybitnych współczesnych poetów.
Twórczość jej nabrała przede wszystkim indywidualnego charakteru, zniknęły stosowane w latach młodzieńczych ozdobniki, a pojawił się szczery, bezpośredni ton, pełniejszy w wyrazie. Pisała zarówno krótkie precyzyjnie skonstruowane liryki, jak i obszerniejsze kompozycje. W tych ostatnich świadomie uproszczony potoczny język jest zaprawiony ukrytą ironią. O ile wczesne wiersze odzwierciedlały przede wszystkim osobiste uczucia i przeżycia poetki, o tyle w późniejszych utworach na czoło wysuwają się zagadnienia natury ogólnoludzkiej.
Miała również spore zasługi jako tłumaczka literatury skandynawskiej. Tłumaczyła głównie literaturę dziecięcą, przełożyła  ponad 50 prac na język fiński. Tłumaczyła m.in. utwory Astrid Lindgren, Marii Gripe, Thorbjørna Egnera czy Elsy Beskow.